# JFNラインネット番組
JFNラインネット番組（ジェイエフエヌ ラインネットばんぐみ）は、全国FM放送協議会（JFN）のネット番組であり、通信回線を利用して常時ネットワーク送出している番組群である。

## 概説
ライン（Line,回線）ネットとは、通信回線を用いて常時ネットワーク送出が行われている形態である。
当初より「Aライン」（エーライン）、「Bライン」（ビーライン）、の2種類の配信（供給）系統があり、「Bライン」では各局が任意に放送時間を選択してネット受けすることができた。
- Aライン - TOKYO FMまたはFM大阪制作、両局のいずれかをキーステーションに38局全国フルネットでネットワークスポンサーがつく番組。特徴としては時報明けや番組開始前にJFN共通ジングルあるいは各放送局のステーションジングルを10秒、番組終了後にJFN共通ジングルあるいは各放送局のステーションジングルを10秒流した後ヒッチハイク扱いのCM（スポンサー、JFNCの「アースコンシャス」もしくは「ラジオディスタンス」のCMなど）が終わり、ネット送出が終了する際に各放送局のステーションジングルを10秒それぞれ流す事である。

- Bライン - ジャパンエフエムネットワーク（JFNC）制作でネットワークスポンサーがつかず、JFN各局が任意に選択する番組の事。

現在は「Aライン」、「Bライン」という言葉は使われていないが、A・Bの区別は継続されている。また、かつての「Bライン」相当番組は、JFNCラインネット番組配信表で以下のように分類される。
- B1プログラム - JFNC制作（一部例外あり）[注 1]
- B2プログラム - TOKYO FMとJFNCとの共同制作扱いの番組（主にBライン扱いだがTOKYO FMのスタジオを使用する早朝・深夜の番組）

事実上日本唯一のFM局全国ネットワークであり、かつ放送エリアの重複が多いJFNにおいては、「番組供給の保証」と「近隣局との差別化」という矛盾した課題を持っており、同じ系列でありながら「Aライン」と「Bライン」で異なる生放送番組が配信されることもある。

## Aライン・Bラインの誕生経緯
1983年までには、関東地方で初の民放FM局・エフエム東京を中心とした番組供給ネットワーク組織、「JFN」が組まれていた。参加局は他に、エフエム愛知、当初参加局のエフエム大阪、エフエム福岡、エフエム北海道、エフエム仙台、静岡エフエム放送、広島エフエム放送、エフエム愛媛、エフエム長崎である。この時期までに開局した、静岡までを通称「Aライン」と呼んでいる。エフエム石川も「Aライン」局と同時期に周波数割り当てがあったが、一本化調整が難航したため、開局のタイミングを逃した。
その後、各道府県ごとに1つのFM局周波数が割り当てられることになった。「Aライン」では、狭い区域に限られた先発局と、放送エリアが広い区域（県域の50%超）の後発局で重複することが予想された。
本来、後発局はスポンサーの兼ね合いやリスナーの差別化の観点から、別番組を流す方が良い。しかし、開局間もないことから番組制作力が極端に低く、番組編成に支障をきたす可能性があった。このため、「Aライン」とは別に、エリア規模などから算出された一定の使用料を払えば、いつでも任意で番組編成ができる第二の配信網、「Bライン」が作られることになった。これ以降に開局したFM局は、主に日中に「Bライン」の番組供給を受けた。
「Bライン」の存在が注目されたのは、1985年である。6月に三重エフエム放送が、10月にエフエム群馬が開局した。両局は共に「Bライン」から番組供給を受けてきた。両局の開局後しばらくして、日本のFM局で初めて、恒常的に24時間放送を開始できたのも、「Bライン」の番組供給の存在が大きい。
「Aライン」として開局した局のうち、仙台・広島・静岡・長崎では、JFN設立直後から「Bライン」相当番組の一部をネットし、現在に至っている。2007年からはJFN準キー局である大阪でも「Bライン」相当番組が放送されるようになった。
関東地方で「Bライン」に入っているのは群馬・エフエム栃木のみである。また2020年9月よりJFN特別加盟局となったInterFM897では、同年11月より放送対象地域が重複するエフエム東京で放送されていないものに限り「Bライン」相当番組のネットを開始した。
エフエム富士は開局当初は「Bライン」であったが、開局5年後にJFNを離脱、独立局となった。
なお、JFN結成前には、FM局が4大都市圏のみだったため、Aライン相当（FM東京＝TOKYO FM製作）の番組を中心に、一部の民放FMがない地域のAM局に番組販売購入の扱いでネットしていたものが多く存在する。特に沖縄県の極東放送は、1972年のアメリカ合衆国の信託統治から日本に復帰した際、特例としてAM3局を維持することが認められ、その際にFM東京との番組販売協定を結んだため、AM放送ながらFM東京の事実上の系列局という体をなしていた時期があった。

## 主なラインネット番組

### Aライン
- ONE MORNING（月曜 - 金曜 7:00 - 7:30、8:00 - 8:20）
- 坂本美雨のディア・フレンズ
- SCHOOL OF LOCK!
- JET STREAM
- JA全農 COUNTDOWN JAPAN
- 福山雅治 福のラジオ
- 丸山茂樹のMOVING SATURDAY
- 広瀬すずの「よはくじかん」
- 日本郵便 SUNDAY'S POST
- リリー・フランキー「スナック ラジオ」
- 山下達郎のサンデー・ソングブック
- ももいろクローバーZのハッピー・クローバー!TOP10
- NISSAN あ、安部礼司〜BEYOND THE AVERAGE

### Bライン
一部の番組を除き、はがきや封書で番組宛にメッセージを送る場合、宛先が、「お聞きの放送局の『○○（番組名）の△△（コーナー名）』」宛（電子メールの場合は@の後がjfn.co.jp、受付FAX番号も全番組共通のBラインネット専用電話番号）になっている。
- ONE MORNING（平日 Aライン送出の時間帯以外）
- OH! HAPPY MORNING（平日 7:30 - 10:55）
- Otona no Radio Alexandria（InterFM897以外のネット局：平日 11:30 - 12:55、InterFM897：平日 11:00 - 12:54）
- デイリーフライヤー（平日 13:00 - 13:30）
- レコレール（月曜 - 木曜 13:30 - 15:55）
- Happy Our Party!（月曜 - 木曜 16:00 - 16:45）
- A・O・R（月曜 - 木曜 19:00 - 20:55）
- TOKYO SPEAKEASY（火曜 - 金曜 1:00 - 2:00）
- FRIDAY GOES ON! 〜あっ、それいただきっ!〜（金曜 13:30 - 15:55）
- SUNDAY FLICKERS（日曜 6:00 - 7:30）
- 有吉弘行のSUNDAY NIGHT DREAMER（日曜 20:00 - 21:55）